# Johann Nepomuk Holzhey
Pour les articles homonymes, voir Holzhey.
Johann Nepomuk Holzhey (également Holzhay) (né le 26 février 1741 à Rappen (aujourd'hui Unteregg, mort le 18 septembre 1809 à Ottobeuren) était un facteur d'orgue allemand. Avec Karl-Joseph Riepp et Joseph Gabler, il est considéré comme l'un des plus importants facteurs d'orgue du baroque d'Allemagne du Sud.

## Biographie
Johann Nepomuk Holzhey apprit d'abord son métier auprès de son oncle Alexandre Holzhey, qui avait achevé l'orgue de Brixen qu'avait commencé Augustin Simnacher en 1758. Pendant son compagnonnage auprès de son employeur, Karl Joseph Riepp, il travailla à l'orgue de la cathédrale de Salem de 1767 à 1768. En 1766, il avait déjà repris l'atelier de son beau-père, Joseph Zettler, à Ottobeuren. Deux ans plus tard, il fut intronisé dans la confrérie du Rosaire de la ville.
Après le déclin des monastères de Bavière et de Souabe consécutif à la sécularisation de 1803, le métier de facteur d'orgue dépérit. Holzhey, qui avait alors construit environ 40 orgues, termina sa vie comme réparateur de charpenterie.
Holzhey reprit les éléments d'orgue français classique introduits en Haute Souabe par Riepp et les intégra dans le type d'orgue traditionnel. Holzhey redonna vie aux orgues hors d'usage de haute Souabe.

## Réalisations
| Année     | Lieu                    | Église                                                     | Photo | class=unsortable | class=unsortable | Remarques |
| --------- | ----------------------- | ---------------------------------------------------------- | ----- | ---------------- | ---------------- | --- |
| 1775–1776 | Ursberg                 | Klosterkirche St. Petrus et St. Johannes Evangelist        |       |                  |                  | |
| 1774–1776 | Bad Buchau              | Stiftskirche St. Cornelius und Cyprian: Hauptorgel         |       |                  |                  | Disparu |
| vers 1777 | Bad Buchau              | Stiftskirche St. Cornelius und Cyprian: Chororgel          |       |                  |                  | Reste von Windladen und Traktur erhalten |
| 1782–1784 | Obermarchtal            | Stiftskirche St. Peter und Paul: Hauptorgel                |       |                  |                  | |
| vers 1790 | Obermarchtal            | Stiftskirche St. Peter und Paul: Chororgel                 |       |                  |                  | Disparu |
| 1789–1793 | Rot an der Rot          | Klosterkirche St. Verena und Mariä Himmelfahrt: Hauptorgel |       |                  |                  | → Orgeln der Klosterkirche St. Verena (Rot an der Rot). Seuls sont conservés quelques registres d'origine.                                                                                      |
| 1786–1787 | Rot an der Rot          | Klosterkirche St. Verena und Mariä Himmelfahrt: Chororgel  |       |                  |                  | → Orgeln der Klosterkirche St. Verena (Rot an der Rot). Bâti et quelques registres conservés.                                                                                                   |
| 1787      | Ravensburg-Weißenau     | Klosterkirche St. Peter und Paul, Hauptorgel               |       |                  |                  | |
| vers 1790 | Elchingen               | Klosterkirche: Hauptorgel                                  |       |                  |                  | |
| vers 1790 | Elchingen               | Klosterkirche: Chororgel                                   |       |                  |                  | |
| bis 1798  | Neresheim               | Klosterkirche St. Ulrich und Afra : Große Westorgel        |       |                  |                  | |
| 1781      | Augsbourg               | Jesuitenkirche                                             |       |                  |                  | Disparu |
| 1795      | Ottobeuren-Eldern       | Wallfahrtskirche                                           |       |                  |                  | Nouvelle œuvre pour un orgue de 1710, érigé en 1706 par Holzhey après la démolition du sanctuaire de l'église de Saint Jean l’Évangéliste à Ummendorf. Seul le châssis (env. 1710) est conservé |
| 1797      | Ottobeuren              | Klosterkirche, Nebenkapelle                                |       |                  |                  | À présent à Babenhausen |
| 1798      | Roggenburg-Schießen     | Wallfahrtskirche St. Maria Major                           |       |                  |                  | Quelques registres de Holzhey sont conservés |
| 1793      | Zell                    |                                                            |       |                  |                  | Disparu |
|           | Dürmentingen            | Pfarrkirche St. Johannes Evangelist                        |       |                  |                  | Disparu; Démonté et vendu à Unlingen en 1869, encore en place en 1911. |
|           | Erkheim                 |                                                            |       |                  |                  | Disparu |
| 1778      | Ehingen-Kirchbierlingen | Pfarrkirche St. Martin                                     |       |                  |                  | |
|           | Memmingen               | St. Martin                                                 |       |                  |                  | Réparation et entretien. → Orgue de St. Martin, Memmingen |

## Source de la traduction
- (de) Cet article est partiellement ou en totalité issu de l’article de Wikipédia en allemand intitulé « Johann Nepomuk Holzhey » (voir la liste des auteurs).